# Municipio de Superior (Ohio)
El municipio de Superior (en inglés: Superior Township) es un municipio ubicado en el condado de Williams en el estado estadounidense de Ohio. En el año 2020 tenía una población de 1286 habitantes y una densidad poblacional de 12,04 personas por km².

## Geografía
El municipio de Superior se encuentra ubicado en las coordenadas 41°33′44″N 84°38′11″O / 41.56222, -84.63639. Según la Oficina del Censo de los Estados Unidos, el municipio tiene una superficie total de 106.8 km², de la cual 105,91 km² corresponden a tierra firme y (0,83 %) 0,89 km² es agua.

## Demografía
Según el censo de 2010, había 1393 personas residiendo en el municipio de Superior. La densidad de población era de 13,04 hab./km². De los 1393 habitantes, el municipio de Superior estaba compuesto por el 98,28 % blancos, el 0,43 % eran amerindios, el 0,14 % eran asiáticos, el 0,43 % eran de otras razas y el 0,72 % eran de una mezcla de razas. Del total de la población el 1,72 % eran hispanos o latinos de cualquier raza.